# Paranthura laticauda
Paranthura laticauda är en kräftdjursart som beskrevs av Nunomura 1975. Paranthura laticauda ingår i släktet Paranthura och familjen Paranthuridae. Inga underarter finns listade i Catalogue of Life.